# Campionati del mondo di ciclismo su strada 2023 - Cronometro maschile Elite
La trentesima edizione della cronometro maschile Elite dei Campionati del mondo di ciclismo su strada si è svolta l' 11 agosto 2023 su un percorso di 47,8 km con partenza da Stirling ed arrivo a Stirling, in Scozia nel Regno Unito. La vittoria è andata al belga Remco Evenepoel, il quale ha completato il percorso in 55'19"23 alla media di 51,843 km/h, precedendo l'italiano Filippo Ganna e il britannico Joshua Tarling.
Al traguardo di Stirling 77 ciclisti dei 78 iscritti, hanno portato a termine la competizione.

## Ordine d'arrivo (Top 10)
| Pos. | Corridore       | Squadra     | Tempo     |
| ---- | --------------- | ----------- | --------- |
| 1    | Remco Evenepoel | Belgio      | 55'19"23  |
| 2    | Filippo Ganna   | Italia      | a 12"28   |
| 3    | Joshua Tarling  | Regno Unito | a 48"20   |
| 4    | Brandon McNulty | Stati Uniti | a 1'26"91 |
| 5    | Wout Van Aert   | Belgio      | a 1'37"23 |
| 6    | Nelson Oliveira | Portogallo  | a 1'52"46 |
| 7    | Rohan Dennis    | Australia   | a 1'53"66 |
| 8    | Mattia Cattaneo | Italia      | a 1'56"78 |
| 9    | Mikkel Bjerg    | Danimarca   | a 1'58"96 |
| 10   | Geraint Thomas  | Regno Unito | a 2'04"47 |